# Pilcaya, Puebla
Pilcaya är en ort i Mexiko.   Den ligger i kommunen Chiautla och delstaten Puebla, i den sydöstra delen av landet, 140 km söder om huvudstaden Mexico City. Pilcaya ligger 1 195 meter över havet och antalet invånare är 965.
Terrängen runt Pilcaya är lite kuperad. Runt Pilcaya är det glesbefolkat, med 10 invånare per kvadratkilometer. Närmaste större samhälle är Ciudad de Chiautla de Tapia, 12,9 km nordost om Pilcaya. I omgivningarna runt Pilcaya växer huvudsakligen savannskog.